# Le Chronographe
Le Chronographe est un musée archéologique à Rezé, à côté de Nantes. Le musée est situé sur le site archéologique de Saint-Lupien. Le musée a ouvert en janvier 2017,, il présente une exposition permanente et des expositions temporaires sur la thématique de l'archéologie. Le musée organise des conférences et animations.
Le musée est géré par la métropole de Nantes.
Le bâtiment qui accueille le musée a été conçu par les architectes Jérôme Berranger et Stéphanie Vincent, il a été livré en 2015 et inauguré en 2017.

## Accessibilité
Ce site est desservi par
- 3   l'arrêt de tram Diderot[5].
- l'arrêt de bus TAN « Le Corbusier » 30 et 97[5].
- l'arrêt de bus TAN « Clos Bonnet » 97[5].